# Unto the breach
Unto the breach (en inglés: Hacia la ruptura) es el 152° episodio y penúltimo de la serie de televisión norteamericana Gilmore Girls.

## Resumen del episodio
En la noche previa de la graduación de Rory, Emily y Richard le organizan una fiesta especial, que incluye además una canción interpretada por ambos. Christopher también aparece en la ceremonia, y junto con Lorelai tienen una charla, en la cual se percatan de que aún pueden mantener su amistad, pese a todo lo que les ha sucedido. Logan sorprende a todos cuando en medio de la reunión decide proponerle matrimonio a Rory, sin embargo ella no lo esperaba y se siente confundida, no sabe qué responderle, así que le pide para que le dé un tiempo y poder pensarlo. Rory le consulta a su madre pero ahora la decisión solamente depende de ella misma. 
El día de la graduación, Lorelai, Emily, Richard y Christopher están presentes y bastante orgullosos de que la menor de los Gilmore se esté graduando. Logan le pregunta a Rory si aceptará casarse con él e irse juntos a San Francisco; ella sin embargo dice no estar lista todavía y le responde si pueden mantener la relación a distancia, algo que él no quiere volver a probar, así que terminan. Mientras, Lorelai se siente algo avergonzada con Luke por lo ocurrido en el karaoke la noche anterior.
- Datos: Q6157239